# Gustavo Botta
Gustavo Botta (Milano, 25 gennaio 1880 – Ternate, 27 ottobre 1948) è stato un traduttore, poeta e critico letterario italiano.

## Biografia
Esperto di letteratura francese, in particolare simbolista e decadente, tradusse autori come Paul Claudel e Maurice de Guérin.
Risentì nella sua formazione anche degli studi di Benedetto Croce e delle poetiche di Gabriele D'Annunzio e di Giovanni Pascoli; ciò non gli impedì di avvicinarsi ad autori d'avanguardia come Gian Pietro Lucini e Filippo Tommaso Marinetti.
Benedetto Croce si avvalse della sua preparazione per uno studio su Rimbaud e sui simbolisti francesi.

## Opere (selezione)
- Gustavo Botta, Gianni Maimeri : tre saggi critici, Milano, Ariel, 1948.
- Gustavo Botta, Alcuni scritti, con un saggio di Francesco Flora, Milano, Ariel, 1952.